# Varol
Varol ist ein türkischer männlicher Vorname und Familienname mit der Bedeutung „zu leben beginnen“.

## Namensträger

### Vorname
- Varol Sahin (* 1985), deutscher Schauspieler türkischer Herkunft
- Varol Tasar (* 1996), deutsch-türkischer Fußballspieler
- Varol Ürkmez (1937–2021), türkischer Fußballspieler und Schauspieler
- Varol Vekiloğlu (* 1983), deutsch-türkischer Boxer

### Familienname
- Bülent Varol (1924–2008), türkischer Fußballspieler
- Gökdeniz Varol (* 1995), türkischer Fußballspieler
- Güven Varol (* 1981), türkischer Fußballspieler
- Ömer Varol, Unternehmer, siehe Stromio
- Paco Varol (* 1989), deutscher American-Football-Spieler
- Yasin Varol (* 2003), deutscher Fußballspieler